# Sint-Lambertuskerk (Zijtaart)
De Sint-Lambertuskerk is de parochiekerk van de Noord-Brabantse plaats Zijtaart.

## Geschiedenis
Volgens een oud handgeschreven boek van koster Brox uit Sint-Oedenrode, stond er rond 1704 een schuurkerk in Krytenborg, een gehucht bij Zijtaart. 
Al vanaf 1810 (oprichting van een eigen school) heeft men zich beijverd om zich van de moederkerk te Veghel af te scheiden en tot een zelfstandige parochie te worden verheven. Door de aanleg van de Zuid-Willemsvaart in 1823 was Zijtaart namelijk afgesneden van Veghel en een stuk geïsoleerder komen te liggen en was de wens voor een eigen kerk groter geworden.
Toch zou het nog tot 1871 duren voordat Zijtaart een eigen kerk zou hebben. In dat jaar ontwierp architect Hendrik Jacobus van Tulder een kerk met sacristie. De bouw van een toren was wegens de financiën niet inbegrepen geweest in de bouw. In 1872 werd de toren naar ontwerp van Jan Verbruggen gebouwd. Ook ontwierp laatstgenoemde in hetzelfde jaar de naastliggende pastorie.
Het torenkruis werd in 1873 geschonken door de gemeente Veghel. Het kruis is ouder en prijkte voorheen op de oude Veghelse kerk (later protestantse kerk). Die kerk stond waar nu het raadhuis van Veghel staat.

## Luidklokken
Een van de twee luidklokken die in 1875 in de toren werd gehangen, werd gegoten in 1786. Deze heeft dus eerst elders gehangen. Beide luidklokken werden tijdens de Tweede Wereldoorlog op 14 en 15 december 1942 door de Duitsers gestolen en later omgesmolten. De twee klokken die nu in de toren hangen, zijn aangeschaft na de oorlog.

## Interieur van de kerk
In de eerste jaren werd de kerk meerdere malen verfraaid met onder meer beelden, een preekstoel en glas in loodramen. Een orgel kwam in 1897. 
In april 1967 besloot de toenmalige pastoor Versteijnen het interieur ingrijpend te wijzigen. Hij verwijderde de meeste beelden, muurschilderingen en glas-in-loodramen. De beelden werden op straat gedumpt, en door de schooljeugd als stoepkrijt gebruikt. Thans is het interieur vrij sober.